# Marie-Thérèse Baeyens
Marie-Thérèse Baeyens (Moeskroen, 29 januari 1925) is een Belgisch textielkunstenares.

## Opleiding
In 1945 studeerde ze af aan Koninklijke Academie voor Schone Kunsten te Gent en in 1960 was ze laureaat in 1960 aan École Nationale Supérieure des Arts Visuels - La Cambre in Brussel.

## Werken
Naast talrijke tentoonstellingen in diverse landen maakte Marie-Thérèse Baeyens in 1966 stoffen voor de koninklijke jacht.
Hiernaast maakte ze in 1972 maakte ze een wandtapijt van 380m² voor de vergaderzaal van de generale bankmaatschappij in Brussel en een wandtapijt voor het presidentieel Paleis te Kinshasa. In 1973 maakte zij in opdracht van ACEC drie wandtapijten.

## Tentoonstellingen
Baeyens maakte met haar kunstwerken onderdeel uit van de volgende tentoonstellingen:
1958
- Brussel: Internationale Tentoonstelling van Brussel.
- Gent: Museum van moderne kunsten

1959
- München: Stoffen.
- New-York: Tapijtwerk.
- Brussel: Fabelta. Textielafdeling.

1960
- Evere: Galerie Bapace-Equipement.
- Brussel: Museum van de Stad Brussel in het stadhuis
- Leuven: Stadhuis
- Bruxelles: Formes Nouvelles in het Paleis voor Schone Kunsten
- Monza (Italië)

1962
- Brussel: tentoonstelling Galerie Vanderborght, waarmee ze de prijs won voor de beste tentoonstelling van de maand.
- Munchen
- Diest: Museum van moderne kunsten: Heilige kunst.
- Brussel: Herman Miller, rue Possé-aux-Loups.
- Firenze
- Waver: Stadhuis.
- Gent: Sint-Pietersabdij.

1963
- Gent: Floraliën Palace.
- Tienen: Bank van Brussel: "Kunstambachten in Brabant”
- Luik: ambachtslieden
- Charleroi: Schone Kunsten. Tentoonstelling van de 24 laureaten Frix de la Oritique.
- Brugge: Huidevettershuis.

1964
- Brussel: Bouwbeurs. Abstracta systeem.
- Brussel: Tissue de Chasublerie (met Imma Sauvage).
- Gent: Textirama-stoffen (firma Duvieusart).
- Parijs: Galerie Delpire.
- Brussel: Galerie des Métiers. Tapijt, tapijt, stof.
- Gent: Internationale beurs: Baucher-Feron-stand: "Prestige van de tafel."
- Gent: Sint-Pietersabdij: Surgische tentoonstelling.
- Brugge: Noré Art Exhibition. stoffen.

1964/1965:
- Brussel (Molenbeek): De glas-in-loodramen van de Ursulijnen. geregisseerd door Jan Patoor Heule (Courtrail).

1965
- Den Haag: Kazuifel
- Parijs: Kazuifel.
- Brussel: Persoonlijke tentoonstelling Galerie Vanderborght. Weefsels, tapiaserien.
- Brussel: uitnodiging door Veranneman, met Landuyt, Sudre, vasarelly, Gilioli ...
- Brussel: Galerie Veranneman, Louizalaan. stoffen. tapijt.
- Parijs: bij Asko: gordijnen.

1966
- Brussel: CREATIE EN PRODUCTIE VAN STOFFEN VOOR DE KONINKLIJKE JACHT.
- Frankfurt: eerlijke presentatie van hustlers geproduceerd door Industry. Alle productie werd gekocht door Japan.
- Namen: deelname tentoonstelling liturgische weefsels.
- Brussel: The Trades. Meubelstoffen: deelname aan de tentoonstelling van oude zandsteen.
- Brussel: 5e salon van het Ideale Huis. Universele kast. tiscus-alages, tapianerien-sursies in natuurlijke ecie.

- Provinciaal bureau van Ambachtslieden en Industrien d'Art du Hainaut.
- Moeskroen: Stadhuis.
- Roeulx.
- Nijvel
- Brussel: deelname aan een tentoonstelling met Wandtapijt in Galerie Varenneman
- Luxemburg: Galerie Interart: beurs voor textielparticipatie.
- Frankrijk: Longwy: Soroptimist International Association. deelname aan een industriële editie
- Tsjecho-Slowakije: Praag: Ministerie van Nationale Opvoeding en Cultuur. In het kader van het cultureel akkoord Belgo-endcoelovago.
- Brussel: tentoonstelling Simonis.
- Ambachten van Henegouwen.

1967
- Brussel: van Hilton
- Brussel: Contrasts gallery: persoonlijke expositie

1968
- San Antonio: Internationale tentoonstelling Hemisfair. Linoleum, industriële editie[3]
- Luxemburg: tentoonstelling die de gouden medaille gewonnen
- Firenze: tentoonstelling die de gouden medaille gewonnen
- Barcelona: keramiek en wandtapijten
- Marseille: keramiek en wandtapijten

1969
- Kaapstad
- Brussel "Hedendaagse Belgische Keramiek en Tapijtweefkunst"[4]

1970
- Osaka
- Gent
- Brussel met O. Landuyts
- Warschau

1976
- Gent: tentoonstelling van zes wandtapijten